# أيمن لطفي
أيمن لطفي (مواليد 30 أغسطس 1968م) هو مصور فنون تشكيلية فوتو غرافية مصرية.

## النشأة
ولد لطفي في القاهرة بمصر . في عام 1991 تخرج من كلية الآداب بجامعة عين شمس. بدأ لطفي حياته المهنية كمصمم أزياء وأصبح مديرًا فنيًا محترفًا في عام 1996م. في عام 1998م، بدأ لطفي التصوير بهدف تعزيز عمله كمصمم فني .

## المنشورات
- Lofty، Ayman (ed.) (2006). The other side of faces. Cairo: Alamia Publishing & Advertising. {{استشهاد بكتاب}}: |الأول= باسم عام (مساعدة)
- Lofty، Ayman (ed.) (2009). Fine Art Photography. Cairo: Alamia Publishing & Advertising. ISBN:978-600-02-1344-2. {{استشهاد بكتاب}}: |الأول= باسم عام (مساعدة)
- Lotfy, Ayman (ed.) (2011). A Geminate- Experimental Photography

## روابط خارجية
- الموقع الرسمي